# The Eric Andre Show
The Eric Andre Show est une série télévisée américaine humoristique diffusée sur la chaîne Adult Swim. Diffusée à partir du 20 mai 2012, elle consiste en une parodie absurde et surréaliste des talk-shows à petit budget des chaînes publiques américaines jouant sur le non-sens, la gêne, l'inattendu et le trash. L'émission est animée par les comédiens Eric André et Hannibal Buress et réalisée par Kitao Sakurai et Andrew Barchilon.
Au total, 50 épisodes ont été diffusés au cours des cinq premières saisons, et 10 nouveaux épisodes ont été annoncés pour la saison 6. En sus, le 31 décembre 2012 a été diffusée une émission spéciale en direct pour le Nouvel An de 45 minutes intitulée « Spooktacular ». Une seconde émission spéciale intitulée « Eric Andre Does Paris », prenant place dans la capitale française, a été diffusée le 18 février 2018. Une troisième, « The Making of Season Five » est diffusée le 13 novembre 2020.

## Déroulement de l'émission
Chaque épisode commence par une séquence d'ouverture où Eric André, hystérique, détruit le décor et les meubles du plateau, et attaque l'orchestre de l'émission jouant le générique (en particulier le batteur). Le décor et les meubles sont ensuite remplacés en un clin d’œil par des assistants dès lors qu'Eric tombe épuisé sur sa chaise. Hannibal Buress rejoint alors le plateau, avant qu'Eric n'entame un long monologue surréaliste sous les commentaires souvent désobligeants d'Hannibal,,.
Le reste de l'émission enchaîne alors sketches, caméras cachées et interviews de célébrités gênantes et déstabilisantes, puis se termine sur une performance artistique, soit parodique, soit chamboulée (voire totalement interrompue) par un évènement inattendu et le plus souvent d'une totale absurdité.

## Équipe
Élément central de l'émission, Eric André a un comportement constamment excentrique, erratique voire violent, tandis que Hannibal contrebalance par son désinvestissement et son laconisme (bien que ses interventions soient aussi bizarres et aléatoires que celles d'Eric). Pendant les interviews, ce dernier se tient debout de manière gênante aux côtés de la personne invitée.
Kitao Sakurai et Andrew Barchilon sont les réalisateurs du show. Gary Anthony Williams a été l'annonceur de la première saison, remplacé par Tom Kane à la deuxième saison et Robert Smith à partir de la troisième saison.
L'orchestre joue un rôle important dans l'émission, ses membres faisant des interventions brèves et étranges. De la saison 1 à la saison 3, il était composé de Tom Ato à la guitare, Early McAllister au saxophone, Pfelton Sutton à la batterie (connu pour se faire quasi-systématiquement charger et battre par Eric lors du générique d'ouverture), Jerry Wheeler au trombone et Adora Dei au clavier. Le bassiste changeait fréquemment, étant représenté par Karen Elaine dans la saison 1, JV Smith dans la saison 2 et RJ Farrington dans la saison 3. Au début de la saison 4, le groupe a été entièrement remplacé par un groupe d'hommes âgés, dont Don Peake à la guitare, Emilio Palame au clavier, Harold Cannon au chant, Oscar Rospide à la basse, et Tony Katsaras à la batterie.
On peut compter également un certain nombre de personnages secondaires récurrents tels que Kraft Punk, parodie orange du groupe Daft Punk obsédée par le fromage, les apparitions récurrentes d'un assistant nu (incarné par Pat Regan), martyrisé par Eric, ou la participation de personnalités telles que Lizzo ou Macaulay Culkin.

## Développement et production

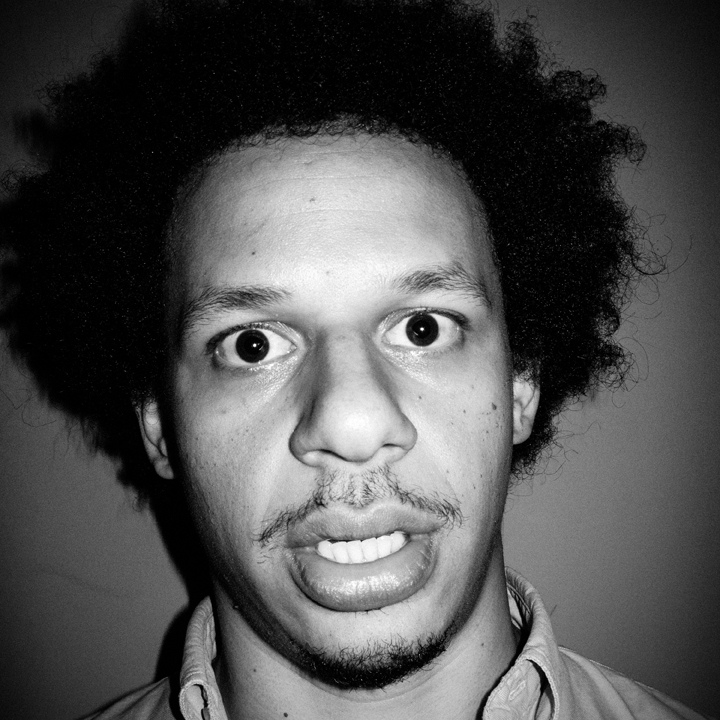
Eric André, excentrique, erratique, voire violent (2012).

Eric André a cité Space Ghost Coast to Coast, Tom Green, Ali G, Jiminy Glick (en), Fernwood 2 Night, Jackass et Chappelle's Show, l'épisode « Le Show Merry Griffin » de la série Seinfeld, Conan O'Brien comme ses principales sources d'inspirations,.
La saison 1 a entièrement été filmée à l'aide d'une caméra analogique.

## Épisodes
| Saison | Nombre d'épisodes | Dates de diffusion                                      |
| ------ | ----------------- | ------------------------------------------------------- |
| 1      | 10 (+ 1 spécial)  | 20 mai 2012 - 29 juillet 2012 (+ 31 décembre 2012)      |
| 2      | 10                | 3 octobre 2013 - 12 décembre 2013                       |
| 3      | 10                | 6 novembre 2014 - 23 janvier 2015                       |
| 4      | 10 (+ 1 spécial)  | 5 août 2016 - 14 octobre 2016 (+ 18 février 2018)       |
| 5      | 10 (+ 1 spécial)  | 25 octobre 2020 - 22 novembre 2020 (+ 13 novembre 2020) |
| 6      | 10                | 4 juin 2023 - fin non annoncée                          |

## Dans la culture populaire
Très populaire sur le web où l'humour absurde occupe une place prépondérante, le show a un subreddit dédié et a vu un certain nombre de ses séquences devenir des mèmes internet, tels que « Who Killed Hannibal? », « Why Would You Say Something So Controversial Yet So Brave? », « We'll Be Right Back » ou encore « Let Me In ».